# Swartzia amazonica
Swartzia amazonica är en ärtväxtart som beskrevs av Spencer Le Marchant Moore. Swartzia amazonica ingår i släktet Swartzia och familjen ärtväxter.

## Underarter
Arten delas in i följande underarter:
- S. a. amazonica
- S. a. cinerea